# Di Renjie

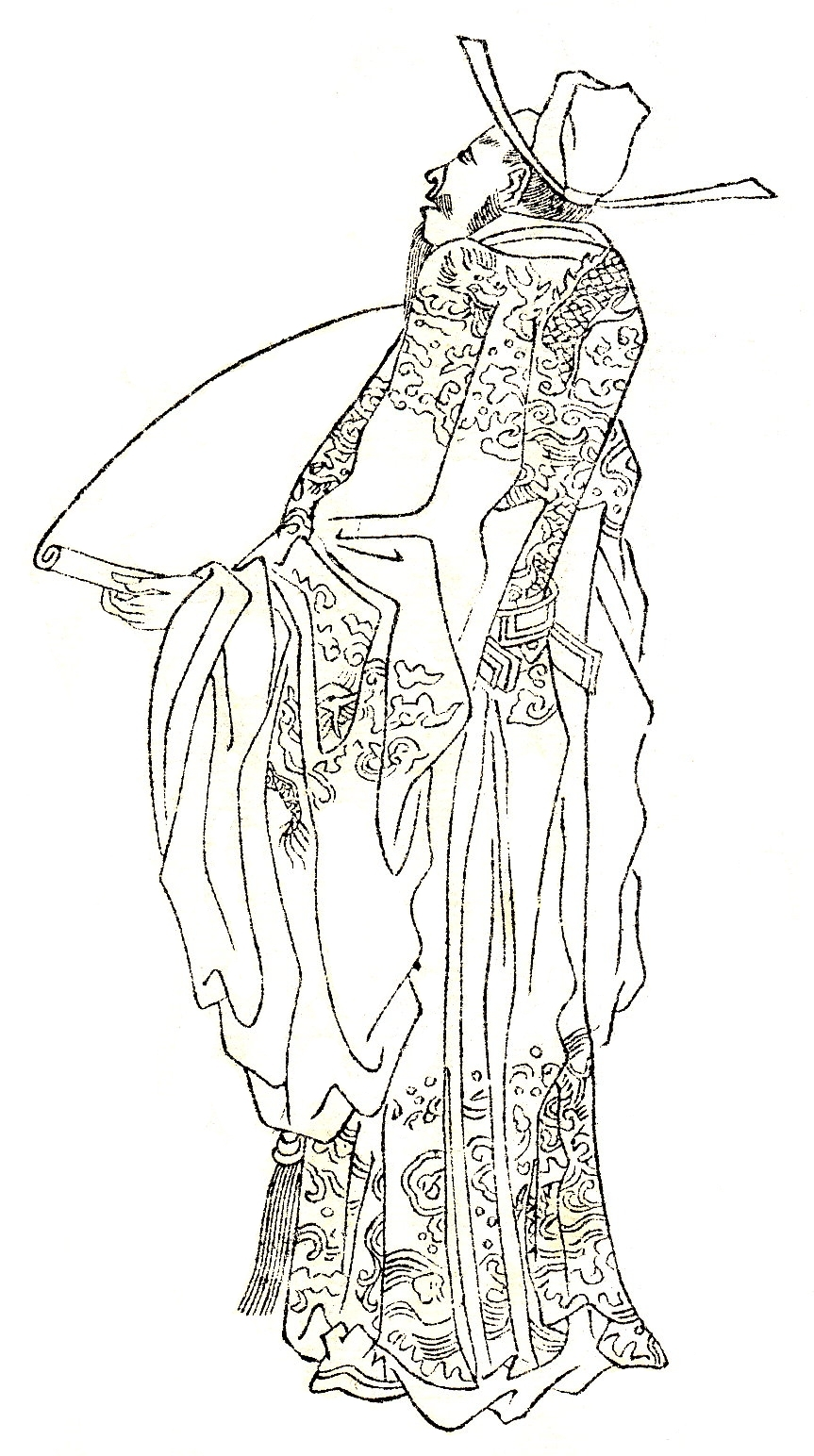
Di Renjie na ilustracji w książce 晩笑堂竹荘畫傳 (Wan xiao tang zhu zhuang hua zhuan), 1921

Di Renjie (wym. ti żen-cie; ur. 630, zm. 700) – chiński urzędnik państwowy z czasów dynastii Tang. Znany z nieposzlakowanej opinii, dwukrotnie pełnił funkcję kanclerza na dworze cesarskim.
Urodził się w mieście Taiyuan w rodzinie z tradycjami urzędniczymi (jego dziadek i ojciec pracowali w cesarskiej administracji). W 686 r. został sędzią w Gansu, dwa lata później przeniósł się do Fuzhou. Przeprowadził wówczas wielką akcję masowego burzenia świątyń na terenie południowych Chin, uznając lokalne kulty za niepotrzebne i sprzeczne z obowiązującą ideologią konfucjańską. Zniszczono ponad 1700 miejsc kultu, oszczędzając jedynie te poświęcone dawnym bohaterom takim jak Wielki Yu. Potem przez pięć lat piastował stanowisko kanclerza aż do 692 r., kiedy to na skutek fałszywych oskarżeń o zdradę znalazł się w więzieniu. Po odzyskaniu wolności w 696 r. został oddelegowany przez cesarzową Wu Zetian do Weizhou, a w 697 r. ponownie został kanclerzem. Odegrał ważną rolę w życiu politycznym ówczesnych Chin, przyczyniając się m.in. do odzyskania władzy przez dynastię Tang (przekonując cesarzową Wu, aby nie osadzała na tronie swojego faworyta).
Di Renjie miał dwóch synów: Di Guangsi (狄光嗣) i Di Jinghui (狄景晖); obaj osiągnęli stanowiska mandarynów. Jego prawnuk Di Jianmo (狄兼謨) sprawował urząd cenzora w stołecznym mieście Chang’an.

## Bohater chińskich opowieści
Di Renjie zyskał sławę i sympatię ludu jako sprawiedliwy sędzia, rozwiązujący liczne zagadki kryminalne i łagodzący spory. Opowieści o jego wyczynach zostały spisane za czasów dynastii Ming. W klasycznej wersji sędzia Di jest nieomylny, pozbawiony wad, rozwiązuje kilka spraw jednocześnie i w czasie śledztwa często korzysta ze wskazówek o charakterze nadprzyrodzonym.
Na postaci Di Renjie wzorowany jest bohater serii kryminałów Roberta van Gulika, Sędzia Di. Losy tej samej postaci opisywali także inni autorzy, np. Frédéric Lenormand. W 2010 roku powstał również film fabularny na motywach opowieści o Di Renjie, wyreżyserowany przez Tsui Harka.